# Fender George Fullerton 50th Anniversary 1957 Stratocaster
A George Fullerton 50th Anniversary 1957 Stratocaster egy limitált kiadású Fender Stratocaster modellváltozat, melyet a Fender Custom Shop készített 2007-ben. A hangszerből mindössze 150 db készül, és egy Relic Tweed Pro Jr. erősítővel szállítják. A csomag ára 8 500 dollár. A gitár felépítése a legendás hangszerész George Fullerton, valamint Abigail Ybarra munkáját dicséri. Ybarra neve kevésbé lehet ismert, ő 1956-óta hangszedő szakértőként dolgozik a Fendernek. Fullerton Leo Fenderrel együtt dolgozott már az 1948-as évtől kezdve.

## Specifikáció
- Háromrészes „blade-cut” éger test, 2 árnyalatú sunburst lakkozás
- Egyrészes „’57-style”, gyenge V-formájú, lakkozott jávorfa nyak
- 7,25 hüvelyk rádiuszú fogólap
- „’50s-style” hangszedők – Abigail Ybarra által kézzel tekercselve
- Háromállású hangszedőváltó
- Egydarabos, fehér koptatólap

Relic Tweed Pro Junior erősítő:
- 15 watt, egycsatornás
- Egy 10 hüvelykes hangszóró
- „Vintage” stílusú szabályzók
- tweed borítás